# Trachypauropus glomerioides
Trachypauropus glomerioides är en mångfotingart som beskrevs av Tömösvary 1882. Trachypauropus glomerioides ingår i släktet Trachypauropus och familjen Eurypauropodidae. Inga underarter finns listade i Catalogue of Life.